# Wyomia Tyus
Wyomia Tyus (Griffin, Estats Units, 29 d'agost de 1945) és una atleta nord-americana guanyadora de quatre medalles olímpiques. Va batre el rècord mundial dels 100 metres (1964–65, 1968–72) i va ser la primera persona que guanyava la medalla d'or olímpica dues vegades consecutives (1964, 1968).

## Biografia
Va néixer el 29 d'agost de 1945 a la ciutat de Griffin, població de l'estat de Geòrgia. Va créixer en una petita granja amb tres germans; tenia 14 anys quan va morir el seu pare. Als 15 anys ja s'entrenava i començava a obtenir resultats. Va conèixer Ed Temple, l'entrenador que l'ajudaria a formar-se com a velocista a la Tennessee State University.

## Carrera esportiva
Especialista en curses de velocitat, va participar, als 19 anys, en els Jocs Olímpics d'Estiu de 1964 realitzats a Tòquio (Japó), on va guanyar la medalla d'or en la prova dels 100 metres llisos i la medalla de plata en la prova de relleus 4x100 metres. En els Jocs Olímpics d'Estiu de 1968 celebrats a Ciutat de Mèxic (Mèxic) revalidà el seu títol olímpic en la prova dels 100 metres llisos, establint un nou rècord del món amb un temps d'11.08 segons i esdevenint la primera corredora a aconseguir repetir victòria en la prova reina dels Jocs, en una gesta que trigaria més de dues dècades a repetir-se. També obtenia la medalla d'or en els relleus 4x100 metres, on l'equip nord-americà establia un nou rècord del món amb un temps de 42.8 segons. Així mateix participà en els 200 metres llisos, on finalitzà sisena i obtenia diploma olímpic.
Al llarg de la seva carrera també guanyà una medalla d'or en els Jocs Panamericans.

## Activisme
En els Jocs Olímpics d'Estiu de 1968 a Ciutat de Mèxic, Tyus va donar suport al Projecte Olímpic pels Drets Humans, vestint pantalons curts negres des del primer dia de les competicions, en comptes dels pantalons blancs preceptius del seu equip, en un gest que només seria el primer del seu activisme en favor de la igualtat.
Més endavant publicaria el seu llibre Tigerbelle: The Wyomia Tyus Story.